# Elección presidencial de Burkina Faso de 2005
Las elecciones presidenciales de Burkina Faso de 2005 se efectuaron el 13 de noviembre de ese mismo año. No hubo necesidad de balotaje ante la abrumante victoria del candidato oficialista, el presidente en ejercicio Blaise Compaoré, quien logró superar el 80% de las preferencias.

## Antecedentes
En la campaña electoral del 2005 se estableció un consenso general entre la clase política y también en el seno de la sociedad civil para que todo el mundo participara. Tras un período más bien difícil de quince años, con dos votaciones presidenciales falseadas y mal terminadas, ya era hora de ponerse de acuerdo sobre lo esencial para hacer avanzar el proceso democrático. 
La opinión pública, los observadores y quienes siguieron los mítines y debates, al menos han apreciado el tono de libertad y el estilo de cada uno de los candidatos convirtiendo al Burkina Faso en un Estado más pluralista.
Aunque no se dieron actos de violencia ni manifestaciones antidemocráticas, sí hubo un hecho inédito en la historia electoral del país. Un candidato inscrito dio de baja su candidatura tras recibir el apoyo de nueve partidos políticos. Hermann Yaméogo, el hijo de Maurice Yaméogo, primer presidente de Alto Volta, se retiró de la competencia presidencial en octubre de 2005, pero su nombre se mantuvo en la boleta electoral, obteniendo una escasa votación.
Había sido apoyado por su colectividad la UNDD, además del MDR y otros partidos republicanos, de derecha, independientes, progresistas y hasta ecologistas, también ligas patrióticas y grupos de profesionales. No se podrá clarificar si estos partidos y movimientos optaron por apoyar a otros candidatos tras la retirada de Yaméogo o su fuerza política en realidad representa el 0,76%.

## Nuevo período para Compaoré

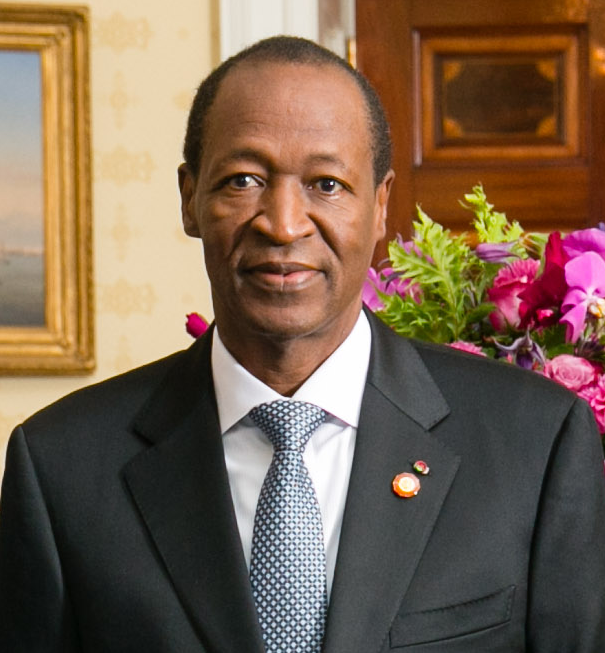
Blaise Compaoré en 2014 en la casa blanca

Como era de prever, el presidente en ejercicio Blaise Compaoré logró nuevamente imponerse en estas elecciones alcanzando un 80,35% de los sufragios, dejando fuera de toda posibilidad a los otros 12 candidatos que fueron a competir dignamente estas elecciones en Burkina Faso.
Una oposición que no logra estabilizarse ni centrarse en una sola candidatura, con objetivos muy disimiles entre sí, no pueden hacer el peso ni en las presidenciales ni en las elecciones de la Asamblea Nacional de Burkina Faso al partido oficialista, el CDP.

## Resultados
|  | 80,35 % |

|  | 4,88 % |

|  | 2,60 % |

|  | 2,28 % |

|  | 2,04 % |

|  | 1,74 % |

|  | 1,61 % |

|  | 1,13 % |

|  | 1,05 % |

|  | 0,87 % |

|  | 0,76 % |

|  | 0,37 % |

|  | 0,32 % |